# Automotive Safety Integrity Level
Automotive Safety Integrity Level (o també ASIL, en anglès nivell d'integritat de seguretat automotriu) és un índex de classificació de risc definit per l'estàndard ISO 26262 (Seguretat funcional per a vehicles de carretera). ASIL és una adaptació de l'índex SIL de la norma IEC 61508 per a la indústria de l'automòbil.

## Nivells ASIL
Hi ha 4 nivells ASIL: ASIL A,ASIL B, ASIL C i ASIL D. ASIL D és el més alt i ASIL A és el més baix.
Comparativa amb altres estàndards:
| Sector                              | Nivells de Seguretat | Nivells de Seguretat | Nivells de Seguretat | Nivells de Seguretat | Nivells de Seguretat |
| Automotriu (ISO 26262)              | QM                   | ASIL-A               | ASIL-B/C             | ASIL-D               | ASIL-D               |
| General (IEC-61508)                 | -                    | SIL-1                | SIL-2                | SIL-3                | SIL-4                |
| Aviació (DO-178C/254)               | DAL-E                | DAL-D                | DAL-C                | DAL-B                | DAL-A                |
| Ferrocarril (CENELEC 50126/128/129) | -                    | SIL-1                | SIL-2                | SIL-3                | SIL-4                |